# 남도국악원
남도국악원(南道國樂院)은 국립국악원의 소속기관이다. 2004년 1월 1일 발족하였으며, 전라남도 진도군 임회면 진도대로 3818에 위치하고 있다. 원장은 학예연구관으로 보하되, 임기제공무원으로 보할 수 있다.
전속 국악연주단의 단원은 전국 공모를 통해 선발하고 2004년 8월 1일 창단하여 현재 다양한 공연, 연수, 체험, 연구 활동을 하고 있다.

## 연혁
- 2004년 1월 1일: 남도국악원 설치.
- 2004년 7월 7일: 남도국악원 개원.
- 2005년 7월 6일: 남도국악방송 개국.

## 조직

### 원장
- 행정지원과[1]
- 장악과[2]

## 시설 현황
- 진악당
- 달빛마당
- 별빛마당
- 사랑채
- 사무·연습동

## 같이 보기
- 대한민국 문화체육관광부
- 국립국악원